# پاد اقتدارگرایی
پاد اقتدارگرایی، مخالفت با اقتدارگرایی که به عنوان «شکلی از سازمان اجتماعی با ویژگی تسلیم در برابر اقتدار»، و "هواداری از اطاعت کامل و تسلیم در برابر اقتدار در مقابل آزادی فردی " و حکومت اقتدارگرا است، تعریف می‌شود. پاد اقتدارگرایی بیشتر به برابری کامل در برابر قانون و آزادی‌های مدنی نیرومند باور دارد. گاهی این واژه به جای آنارشیسم، که انگارگانی (ایدئولوژی) در مخالفت اقتدار یا سازمان‌ها و ساز و کارهای زنجیره‌ای در روابط انسانی مانند سازمان‌های دولتی است، مورد استفاده قرار می‌گیرد.

## دیدگاه‌ها و روش
آزاداندیشی یک دیدگاه فلسفی است که باور دارد که دیدگاه‌ها باید بر پایه منطق، عقل و تجربه گرایی، و نه اقتدار، سنت یا دیگر جزم‌اندیشی‌ها شکل بگیرد. کاربرد شناختی این نگاه، «آزاداندیشی» نامیده شده و کسانی که به این شکل می‌اندیشند «آزاداندیش» نامیده می‌شوند.
دستاویزی به اقتدار (لاتین: argumentum ab auctoritate) یک شکل رایج از استدلال است که در صورت سوء استفاده باعث مغالطه ساختاری می‌شود. در استدلال غیررسمی، دستاویزی به اقتدار شکلی از استدلال است که هدفش مقایسه آماری است. دستاویزی به اقتدار به شکل زیر کار می‌کند:
الف یک مرجع در یک موضوع خاص است
الف بیانیه ای در مورد آن موضوع می‌دهد
بنابراین الف درست است

## هنگامه
پس از جنگ جهانی دوم، احساسات نیرومند پاداقتدارگرایی بر پایه تجربه پادفاشیسم در اروپا وجود داشت. این احساس به ایستادگی نیرومند در برابر اشغال و ترس‌های ناشی از گسترش ابرقدرت‌ها نسبت داده می‌شد. استبدادستیزی همچنین بخشی از جنبش‌های پاد فرهنگی و بوهمی نیز بوده‌است. در دهه ۱۹۵۰، نسل بیت از نگاه سیاسی تندرو بود و تا اندازه‌ای نگرش‌های پاداستبدادی آنها توسط کنش‌گران در دهه ۱۹۶۰ استفاده می‌شد. هیپی‌ها و جنبش‌های بزرگتر پادفرهنگی دهه ۱۹۶۰ شیوه زندگی و کنشگری را در پیش گرفتند که در یک نگاه آرمان‌گرا از ابزارهای ضد اقتداری بدون خشونت بهره می‌برد. نگرش به این جنبش اینچنین بود: "هیپی‌ها با همه ساختارهای قدرت زنجیره‌ای سرکوب گرایانه مخالف بودند چراکه این سازمان‌ها با اهداف هیپی‌ها که صلح، عشق و آزادی است مخالف هستند. هیپی‌ها باورهای خود را به دیگران زور نمی‌کنند. بلکه آنها به دنبال دگرگونی جهان از طریق خِرد و نشان دادن زندگی خود هستند. " در دهه ۱۹۷۰، پاداقتدارگرایی با خرده فرهنگ پانک همراه شد.